# Филиппинская кукушка
Филиппинская кукушка (лат. Hierococcyx pectoralis) — вид птиц из семейства кукушек. Эндемик Филиппин. Ранее её классифицировали как подвид Hierococcyx fugax, но в настоящее время многими рассматривается как отдельный вид на основании различий в вокализации.
Это кукушка среднего размера, около 29 сантиметров в длину. Взрослые особи темно-серые сверху и белые снизу с бледно-рыжей грудью и верхней частью живота. На хвосте три или четыре чёрные и охристые полосы, широкая черная полоса около края хвоста и бледно-рыжее окончание хвоста. Вокруг глаза заметное жёлтое кольцо цевка и пальцы тоже жёлтые и клюв черный с оливковым. У неполовозрелых птиц поперечные рыжие полоски снизу и коричневые продольные сверху.
Крик этой кукушки пронзительный из пяти — семи звуков. Крик длится около 1,5 секунд и повторяется до 10 раз, всё громче и быстрее.
Этот вид встречается на большей части крупных островов Филиппин, поднимается до 2300 метров над уровнем моря. Живёт в лесах и на опушках. Корм собирает почти от поверхности до верхушек деревьев. Это достаточно редкая птица, довольно скрытная, и её трудно увидеть. Период размножения начинается в апреле. Гнездовой паразит, о видах-воспитателях нет данных.